# Withamsville
Withamsville és una concentració de població designada pel cens dels Estats Units a l'estat d'Ohio. Segons el cens del 2000 tenia 3.145 habitants.

## Demografia
Segons el cens del 2000, Withamsville tenia 3.145 habitants, 1.305 habitatges, i 848 famílies. La densitat de població era de 693,9 habitants/km².
Dels 1.305 habitatges en un 31% hi vivien nens de menys de 18 anys, en un 52,7% hi vivien parelles casades, en un 8,5% dones solteres, i en un 35% no eren unitats familiars. En el 29,4% dels habitatges hi vivien persones soles el 7,5% de les quals corresponia a persones de 65 anys o més que vivien soles. El nombre mitjà de persones vivint en cada habitatge era de 2,41 i el nombre mitjà de persones que vivien en cada família era de 3,01.
Per edats la població es repartia de la següent manera: un 24,5% tenia menys de 18 anys, un 9,6% entre 18 i 24, un 33,3% entre 25 i 44, un 21,9% de 45 a 60 i un 10,7% 65 anys o més.
L'edat mediana era de 35 anys. Per cada 100 dones de 18 o més anys hi havia 94,3 homes.
La renda mediana per habitatge era de 45.802 $ i la renda mediana per família de 57.153 $. Els homes tenien una renda mediana de 39.223 $ mentre que les dones 26.767 $. La renda per capita de la població era de 22.352 $. Aproximadament el 4,2% de les famílies i el 7,8% de la població estaven per davall del llindar de pobresa.

## Poblacions properes
El següent diagrama mostra les poblacions més properes.